# Jean Herman (sculpteur)
Jean Herman, né à Liège le 1er mai 1835 et mort dans sa ville natale le 9 mai 1909 est un sculpteur et dessinateur belge. Il est également professeur de modelage et de composition d'ornements à l'Académie royale des beaux-arts de Liège de 1883 à 1908.

## Biographie
Jean Marie Herman naît le 1er mai 1835 à Liège, fils du sculpteur Lambert Herman et de Marie Françoise Umé,. Il entre à l'Académie royale des beaux-arts de Liège dès 1847 et y réalise de « brillantes études », qu'il achève en 1854. Il va ensuite se perfectionner à Paris où il travaille pendant trois ans dans les arts industriels et la composition d'ornements sous la tutelle de Michel Liénard,.
Revenu à Liège en 1857, il dirige la maison de décoration sculpturale et d'art appliqué aux industries créée par son père, qu'il reprend définitivement à son compte à partir 1867 et dont il s'occupe pendant plus de quarante ans. Il participe à de nombreux concours et expositions d'arts industriels ce qui lui vaut diverses distinctions tant à Liège qu'à Bruxelles, Anvers, Dublin, Paris, etc.
En septembre 1868, il épouse Jeanette Jodogne . Le couple a trois enfants : Lucie Marie Herman en septembre 1869, Paul Herman (qui sera aussi sculpteur) en avril 1873 et Jeanne Marie Marguerite Herman en mai 1883.
En parallèle avec sa carrière de décorateur, il enseigne le modelage et la composition d'ornements à l'Académie royale des beaux-arts de Liège de 1883 à 1908,,,, où il assume aussi le cours d'application de l'art et l'industrie à partir de 1890. Lorsqu'il atteint la limite légale d'âge, il prend sa retraite mais « ne pouvant se séparer de ses élèves, il demande et obtient l'autorisation de continuer son enseignement ». En plus de ses cours à l'Académie, l'artiste est également professeur de dessin à l'hospice des orphelins à Liège.
Il décède le 9 mai 1909 des suites d'une affection grippale,.

## Le professeur et ses élèves
Comme le résume la rubrique nécrologique du 10 mai 1909 du journal La Meuse, Jean Herman « était un professeur d'une réelle valeur, qui forma à son école de nombreux artistes de talent : sa bonté de caractère, sa grande affabilité, l'excellente cordialité de ses relations, le faisaient estimer de tous. ll était pour ses élèves non un maître, mais un ami aux conseils avisés duquel l'on pouvait franchement recourir ».

### Élèves notables
- Edmond Falise (1873-1948)
- Georges Petit (1879-1958)

## Prix et distinctions
- 1861 : prix au concours de dessins pour objets d'ameublement et d'ornementation organisé par l'Association pour l'encouragement des arts industriels[4].
- 1863 : 1er et 2e prix aux concours de l'Union des Artistes Liégeois[4].
- 1864 : trois prix et une médaille en vermeil pour les concours d'armurerie et de fonte de fer de l'Union des Artistes Liégeois[4].
- 1865 : mention honorable à l'Exposition internationale d'arts et métiers (International Exhibition of Arts and Manufactures) de Dublin[4].
- 1867 : médaille d'argent pour les dessins d'armes et d'ameublements que l'artiste réalise durant l'Exposition universelle de Paris[4],[12],[13] ; médaille de vermeil de l'Académie royale d'archéologie de Belgique[4],[14].